# Rappresentazione dei gruppi
La teoria delle rappresentazioni dei gruppi è il settore della matematica che studia le proprietà dei gruppi attraverso le loro rappresentazioni come trasformazioni lineari di spazi vettoriali. La teoria delle rappresentazioni riveste grande importanza, in quanto consente di ridurre molti problemi di teoria dei gruppi a problemi di algebra lineare, area della matematica per la quale sono ben conosciuti risultati generali e sono disponibili algoritmi dotati di efficienti implementazioni. La teoria delle rappresentazioni dei gruppi è molto importante anche in fisica, in particolare perché viene usata per descrivere come il gruppo di simmetria di un sistema fisico influenza le soluzioni delle equazioni che reggono il sistema stesso.
Si possono definire delle rappresentazioni anche per altre strutture matematiche, come per le algebre associative, le algebre di Lie e le algebre di Hopf; in questa voce con rappresentazioni e teoria delle rappresentazioni ci si riferirà solo a rappresentazioni dei gruppi.
L'espressione rappresentazione di un gruppo viene utilizzata anche in una accezione più generale come descrizione di un gruppo inteso come gruppo di trasformazioni di una configurazione di oggetti matematici. In maniera più formale, una rappresentazione del gruppo G è un omomorfismo di G nel gruppo degli automorfismi degli oggetti. Se si tratta di uno spazio vettoriale abbiamo una rappresentazione lineare. A volte si usa il termine realizzazione per la nozione generale e si riserva il termine rappresentazione al caso speciale delle rappresentazioni lineari. In questa voce si tratta per lo più la teoria delle rappresentazioni lineari; l'accezione generale viene descritta nell'ultima sezione.

## Branche della teoria delle rappresentazioni dei gruppi
La teoria delle rappresentazioni dei gruppi si divide in diverse sottoteorie a seconda del tipo di gruppo a cui si riferisce. Analizzandole nel dettaglio le varie teorie sono abbastanza diverse, ma alcuni concetti ed alcune definizioni di base sono simili. Le sottoteorie principali riguardano i tipi di gruppi che seguono.
- Gruppi finiti — Le rappresentazioni dei gruppi sono uno strumento molto importante nello studio dei gruppi finiti. Esse vengono inoltre utilizzate nelle applicazioni della teoria dei gruppi finiti alla cristallografia e alla geometria. Se il campo degli scalari dello spazio vettoriale ha caratteristica p e se p indica l'ordine del gruppo, allora si parla di teoria di rappresentazione modulare; questo caso speciale ha delle proprietà molto differenti. Si veda in proposito la teoria di rappresentazione dei gruppi finiti.
- Gruppi compatti e gruppi localmente compatti — Molti risultati della teoria delle rappresentazioni dei gruppi finiti sono dimostrati calcolando valori medi sugli elementi dei gruppi. Questi risultati possono essere estesi ai gruppi infiniti, sostituendo le medie con integrali. Ciò può essere fatto per i gruppi localmente compatti utilizzando la misura di Haar. La teoria che ne deriva, risulta essere la parte centrale dell'analisi armonica. La dualità di Pontryagin descrive la teoria per i gruppi commutativi, come una sorta di trasformata di Fourier generalizzata. Si veda anche il teorema di Peter-Weyl.
- Gruppi di Lie — Dato che molti gruppi importanti di Lie sono compatti, è possibile applicare loro la teoria di rappresentazione compatta. Sono inoltre utilizzate altre tecniche specifiche dei gruppi Lie. La maggior parte dei gruppi importanti in fisica e in chimica sono gruppi di Lie e la loro teoria di rappresentazione è decisiva per le applicazioni della teoria dei gruppi in quei campi. Si vedano le rappresentazioni dei gruppi di Lie e le rappresentazioni delle algebre di Lie.
- Gruppi algebrici lineari (o più in generale schemi in gruppi affini) — Questi sono gli analoghi dei gruppi di Lie, ma riguardano campi più generali dei reali R o dei complessi C. Sebbene i gruppi algebrici lineari abbiano una classificazione che è molto simile a quella dei gruppi di Lie e che dà origine alle stesse famiglie di algebre di Lie, le loro rappresentazioni sono molto diverse (e molto meno conosciute). Le tecniche analitiche utilizzate per lo studio dei gruppi di Lie vengono sostituite da quelle della geometria algebrica, dove la topologia di Zariski, relativamente debole, richiede non poche complicazioni tecniche.
- Gruppi topologici non compatti — la classe dei gruppi non compatti è troppo vasta per avere una teoria di rappresentazione generale, ma alcuni casi particolari sono stati studiati, utilizzando anche tecniche ad hoc. I gruppi di Lie semisemplici hanno una teoria molto ricca, costruita sulle basi del caso compatto. I complementari gruppi di Lie solubili, non possono essere classificati allo stesso modo. La teoria generale dei gruppi di Lie tratta i prodotti semidiretti per mezzo dei risultati generali costituenti la cosiddetta teoria di Mackey, che è una generalizzazione dei metodi di classificazione di Wigner.

La teoria delle rappresentazioni dipende fortemente anche dal tipo di spazio vettoriale sul quale il gruppo agisce. Innanzitutto c'è una distinzione tra le rappresentazioni finito-dimensionali e quelle infinito-dimensionali. Nel caso infinito-dimensionale le strutture supplementari sono molto importanti (ad esempio si deve distinguere se lo spazio sia o meno uno spazio di Hilbert o uno spazio di Banach).
Risulta molto importante il tipo di campo sul quale viene definito lo spazio vettoriale. Il più rilevante è il campo dei numeri complessi. Importanti sono anche il campo dei numeri reali, i campi finiti e i campi dei numeri p-adici. In generale i campi algebricamente chiusi sono più semplici da maneggiare rispetto a quelli non algebricamente chiusi. Significativa è anche la caratteristica del campo; molti teoremi dei gruppi finiti dipendono dalla caratteristica del campo e non fanno distinzione sull'ordine del gruppo.

## Definizioni
Una rappresentazione di un gruppo G su uno spazio vettoriale V su un campo K è un omomorfismo di gruppi da G a GL(V), ovvero un gruppo generale lineare su V.
In altre parole una rappresentazione è una mappa:
{\displaystyle \rho \colon G\to GL(V)}
tale che
{\displaystyle \rho (g_{1}g_{2})=\rho (g_{1})\rho (g_{2}),\qquad \forall g_{1},g_{2}\in G.}
In questo caso V viene chiamato spazio di rappresentazione e la dimensione di V viene chiamata dimensione della rappresentazione. È consuetudine riferirsi a V stesso come rappresentazione quando l'omomorfismo risulta chiaro dal contesto (e spesso anche quando non lo è).
Nel caso in cui V abbia dimensione finita pari ad n si è soliti scegliere una base per V ed identificare GL(V) con GL (n, K), il gruppo delle matrici invertibili n × n sul campo K.
Il nucleo o kernel di una rappresentazione {\displaystyle \rho } di un gruppo G è definito come il sottogruppo normale di G, la cui immagine su {\displaystyle \rho } è la trasformazione identità:
{\displaystyle \ker \rho =\left\{g\in G\mid \rho (g)=id\right\}}
Una rappresentazione fedele si ha quando l'omomorfismo G → GL(V) è iniettivo, cioè è quello il cui kernel è il banale sottogruppo {e} costituito solo dall'elemento identità del gruppo.
Dati due K-spazi vettoriali V e W, due rappresentazioni:
{\displaystyle \rho _{1}\colon G\to GL(V)}
e
{\displaystyle \rho _{2}\colon G\rightarrow GL(W)}
vengono chiamate equivalenti o isomorfe se e solo se esiste un isomorfismo tra gli spazi vettoriali
{\displaystyle \alpha \colon V\to W}
tale che per ogni g in G
{\displaystyle \alpha \circ \rho _{1}(g)\circ \alpha ^{-1}=\rho _{2}(g)}

## Esempi
Consideriamo il numero complesso u = e2πi / 3 che gode della proprietà u3 = 1. Il gruppo ciclico C3 = {1, u, u2} ha una rappresentazione ρ su C2 data dalle tre matrici:
{\displaystyle {\begin{bmatrix}1&0\\0&1\\\end{bmatrix}}\qquad {\begin{bmatrix}1&0\\0&u\\\end{bmatrix}}\qquad {\begin{bmatrix}1&0\\0&u^{2}\\\end{bmatrix}}}
che forniscono ρ(1), ρ(u) e ρ(u2) rispettivamente. Questa rappresentazione è fedele perché ρ è una mappa uno a uno.
Una rappresentazione isomorfa per C3 è data da
{\displaystyle {\begin{bmatrix}1&0\\0&1\\\end{bmatrix}}\qquad {\begin{bmatrix}u&0\\0&1\\\end{bmatrix}}\qquad {\begin{bmatrix}u^{2}&0\\0&1\\\end{bmatrix}}}

## Riducibilità
Un sottospazio W di V invariante sotto l'azione di gruppo viene detto sottorappresentazione. Se V ha una sottorappresentazione propria non nulla, la rappresentazione si dice riducibile. In caso contrario si ha una rappresentazione irriducibile.
Se la caratteristica del campo K non divide la cardinalità del gruppo, una rappresentazione di un gruppo finito può essere decomposta in una somma diretta di sottorappresentazioni irriducibili (si veda il teorema di Maschke). Ciò è vero per le rappresentazioni sul campo dei numeri complessi.
Nell'esempio sopra, la rappresentazione data è decomponibile in due sottorappresentazioni 1-dimensionali (date dai sottospazi span{(1,0)} e span{(0,1)}).

## Generalizzazioni

### Rappresentazioni insiemistiche
Una rappresentazione insiemistica (nota anche come azione di gruppo o rappresentazione di permutazioni) di un gruppo G su un insieme X è data da una funzione ρ definita da G a XX, dall'insieme delle funzioni da X a X, tali che per ogni g1, g2 in G e per ogni x in X sia:
{\displaystyle \rho (1)[x]=x}
{\displaystyle \rho (g_{1}g_{2})[x]=\rho (g_{1})[\rho (g_{2})[x]]}
Questa condizione e gli assiomi del gruppo fanno sì che ρ(g) sia una biiezione (o permutazione) per ogni g in G. Equivalentemente possiamo definire una rappresentazione di permutazioni come un omomorfismo di gruppo da G al gruppo simmetrico SX dell'insieme X.
Per avere maggiori informazioni si veda l'articolo su azione di gruppo.

### Rappresentazioni in altre categorie
Ogni gruppo G può essere visto come una categoria con un singolo oggetto; i morfismi in questa categoria sono proprio gli elementi di G. Data una categoria arbitraria C, una rappresentazione di G in C è una funzione da G a C. Una funzione di questo tipo seleziona un oggetto X in C e un gruppo di omomorfismi da G in Aut(X), il gruppo di automorfismi di X.
Nel caso in cui C appartenga a VectK, la categoria degli spazi vettoriali sul campo K, questa definizione è equivalente a una rappresentazione lineare. Allo stesso modo una rappresentazione insiemistica è proprio una rappresentazione di G nella categoria degli insiemi.
Facciamo un altro esempio con la categoria degli spazi topologici Top. Le rappresentazioni in Top sono omomorfismi da G al gruppo degli omeomorfismi di uno spazio topologico X.
Vi sono altri due tipi di rappresentazioni strettamente collegate alle rappresentazioni lineari:
- rappresentazioni proiettive: nella categoria degli spazi proiettivi. Queste possono essere descritte come "rappresentazioni lineari a meno di trasformazioni scalari".
- rappresentazioni affini: nella categoria degli spazi affini. Un esempio è dato dal gruppo euclideo che agisce affinemente sopra lo spazio euclideo.